# اولف سنستروم (بازیکن هاکی روی یخ)
اولف سنستروم (انگلیسی: Ulf Sandström؛ زادهٔ ۲۴ آوریل ۱۹۶۷) بازیکن هاکی روی یخ اهل سوئد است.